# Cornelis Johannes van Houten
Cornelis Johannes van Houten, nizozemski astronom, * 1920, Haag, Nizozemska, † 24. avgust 2002.
Van Houten je odkril številne asteroide, skupaj s Tomom Gehrelsom in ženo Ingrid. Delovali so na Observatoriju Mt. Palomar. Gehrels je na Observatoriju z 48 palčnim (1219 mm) Schmidtovim daljnogledom (Daljnogled Samuela Oschina) izdeloval pregled neba. Plošče je poslal van Houtenovima na Observatorij Leiden, kjer sta jih pregledala za nove asteroide.
Po njem so poimenovali asteroid 1673 van Houten, ki ga je leta 1937 odkril Reinmuth.